# Aphaenogaster phillipsi
Aphaenogaster phillipsi é uma espécie de inseto do gênero Aphaenogaster, pertencente à família Formicidae.